# Les Franqueses del Vallès
Les Franqueses del Vallès je město ve Španělsku, v autonomním společenství Katalánsko v okrese (comarca) Vallès Oriental v provincii Barcelona. K 1.1. 2022 v něm žilo přes 20300 obyvatel.
Město tvoří pět místních částí. Jsou to: Bellavista, Corró d'Avall, Llerona, Corró d'Amunt a Marata.

## Historie
První zmínka o obci pochází z roku 990, kdy se nazývala Llerona (latinsky Laurona) a měla již opevněný kostel. V roce 1025 ji získal vévoda Berengar Ramón I. (1005–1035), hrabě z Barcelony, Girony a Ausony. Ten ji připojil ke svému panství a pojmenoval ji podle franských obyvatel nynějším názvem Frankové z údolí. Patronkou města je svatá Eulálie z Barcelony.

## Hospodářství
Ve městě jsou dvě velké továrny: farmaceutická firma Sandoz a závod na výrobu plastů Alpla. Další příjmy plynou z turistického ruchu.

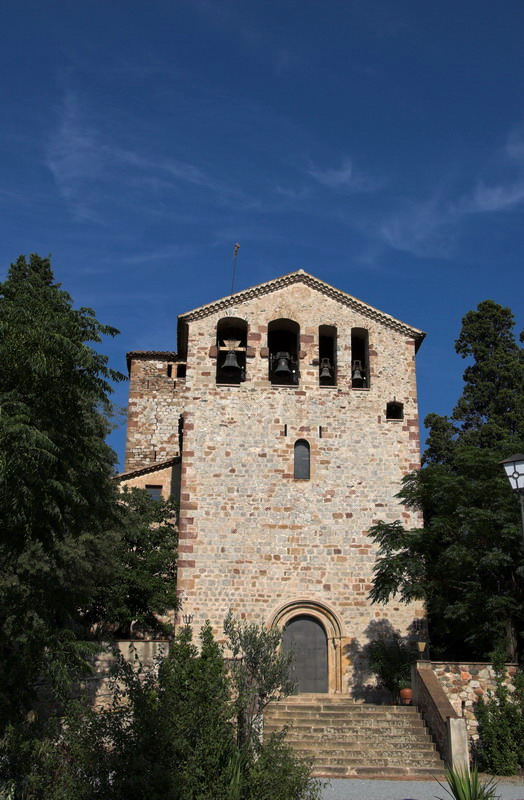
Opevněný kostel Panny Marie v místní části Llerona, 10. století

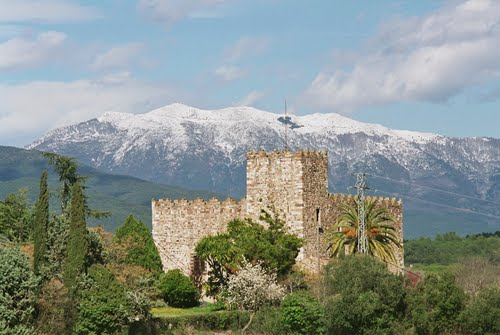
Torre de Seva, středověká věž Bertrama de Seva

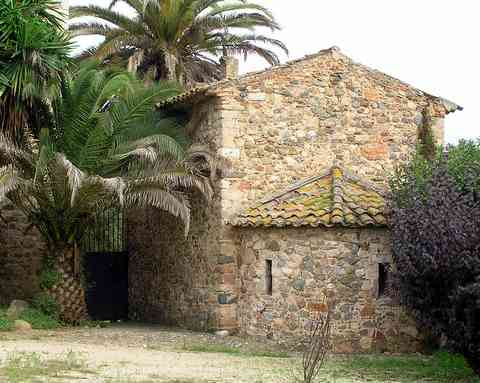
Kostelík sv. Kolumby

## Památky
- Radnice - původem středověká stavba s barokní věží
- Kostel Santa Maria de Llerona - vzácná předrománská stavba
- Kostel svaté Eulálie z Barcelony (v místní části Corró d'Avall)
- Kašna s fontánou svaté Eulálie z Barcelony
- Pevnost s věží Bertrama de Seva a kostelem svaté Colomy (v místní části Marata), komplex gotických staveb z poloviny 14. století, přestavěn ve 20. století

## Slavnosti
- Hlavní slavnost města: svátek sv. Eulálie: pouť s procesím a atrakcemi o víkendu kolem 8. září
- Půlmaratón: běží se každoročně v únoru po okružní trase Granollers-Les Franqueses-La Garriga-Granollers a měří 21,092 km.
- Mezinárodní tenisový turnaj ITF 130, pořádá se každoročně dvakrát, na jaře mužský a na podzim ženský.

## Osobnosti
- Sergi Barjuan (* 1971) - fotbalista